# Erebia fasciata
Espèce
Erebia fasciata est un lépidoptère appartenant à la famille des Nymphalidae, à la sous-famille des Satyrinae et au genre Erebia.

## Dénomination
Erebia fasciata a été nommé par Butler en 1868.
Synonyme : Erebia suffusa Warren, 1936.

### Sous-espèces
- Erebia fasciata semo Grum-Grshimailo, 1899 ;
- Erebia fasciata avinoffi Holland, 1930 [1].

### Nom vernaculaire
Erebia fasciata se nomme Banded Alpine en anglais.

## Description
Erebia  fasciata est un papillon marron très foncé presque noir, de taille moyenne (d'une envergure de 38 à 53 mm) avec dans la moitié distale des ailes antérieures une suffusion cuivrée.
Le revers des ailes antérieures est semblable, marron avec une suffusion cuivrée de la partie distale alors que les postérieures marron très foncé sont barrées de deux bandes, une basale et une médiane, gris clair,.

### Chenille
La chenille n'est pas connue.

## Biologie

### Période de vol et hivernation
Il vole en une génération de juin à mi-juillet.

### Plantes hôtes
Les plantes hôtes des chenilles sont des Carex.

## Écologie et distribution
Il est circumpolaire et réside dans toute la zone arctique de l'Asie et de l'Amérique du Nord, le nord de la Sibérie, la Péninsule tchouktche, l'Alaska, le Yukon, les Territoires du Nord-Ouest jusqu'à la baie d'Hudson,.

### Biotope
Il réside dans la toundra arctique.

### Protection
Pas de statut de protection particulier connu.